# Albrecht, Duce de Bavaria
Albrecht Luitpold Ferdinand Michael, Duce de Bavaria (n. 3 mai 1905 - d. 8 iulie 1996), a fost fiul lui Rupert, Prinț Moștenitor al Bavariei și a primei lui soții, Maria Gabriela de Bavaria. A fost singurul copil din cei patru care a atins vârsta adultă. Bunicul patern a fost Ludwig al III-lea al Bavariei, ultimul rege al Bavariei care a fost detronat în 1918.
Familia lui, Casa de Wittelsbach, s-a opus regimului nazist și în 1940 Albrecht și-a dus familia pe moșia lui de la Sárvár, Vas, Ungaria. În octombrie 1944, când Germania a ocupat Ungaria, familia a fost arestată și închisă în lagărul de concentrare Sachsenhausen situat în Brandenburg. În aprilie 1945 ei au fost mutați în lagărul Dachau, de unde au fost eliberați de armata americană.
Albrecht a devenit șeful casei regale a Bavariei după decesul tatălui său la 2 august 1955. De la această dată el a fost , de asemenea, pretendent iacobit.